# رضي أباد (شرقي أردبيل)
رضي أباد (بالفارسية: رضی‌آباد) هي منطقة سكنية تقع في إيران في قسم الشرقي الريفي. يقدر عدد سكانها بـ 272 نسمة .